# Romuald Frydrychowicz
Romuald Frydrychowicz (ur. 7 lutego 1850 w Tucholi, zm. 29 maja 1932 w Pelplinie) – duchowny katolicki, historyk regionalny.

## Życiorys
Urodził się jako syn Franciszka Frydrychowicza i Marii z Malinowskich, siostry językoznawcy Franciszka Ksawerego Malinowskiego. Jego bratem był Zenon Frydrychowicz.
Studiował w Seminarium Duchownym w Pelplinie. W 1878 przyjął święcenia kapłańskie. Studiował także we Wrocławiu, Berlinie i Halle. W 1880 otrzymał doktorat z filozofii na podstawie rozprawy "Zur Kritik R.Haidensteins". W latach 1880–1930 był wykładowcą w Collegium Marianum w Pelplinie ucząc w nim historii.
Większość prac naukowych poświęcił historii Pelplina oraz historia parafii. Gromadził podania ludowe z terenu Pomorza oraz zajmował się toponomastyką, rejestrując nazwy pól, łąk, rzek i jezior do "Słownika geograficznego Królestwa Polskiego".
2 maja 1922 został odznaczony Krzyżem Oficerskim Orderu Odrodzenia Polski „za zasługi, położone dla Rzeczypospolitej Polskiej na polu pracy obywatelskiej”. W 1928 z okazji złotego jubileuszu kapłańskiego papież Pius XI mianował go szambelanem honorowym.

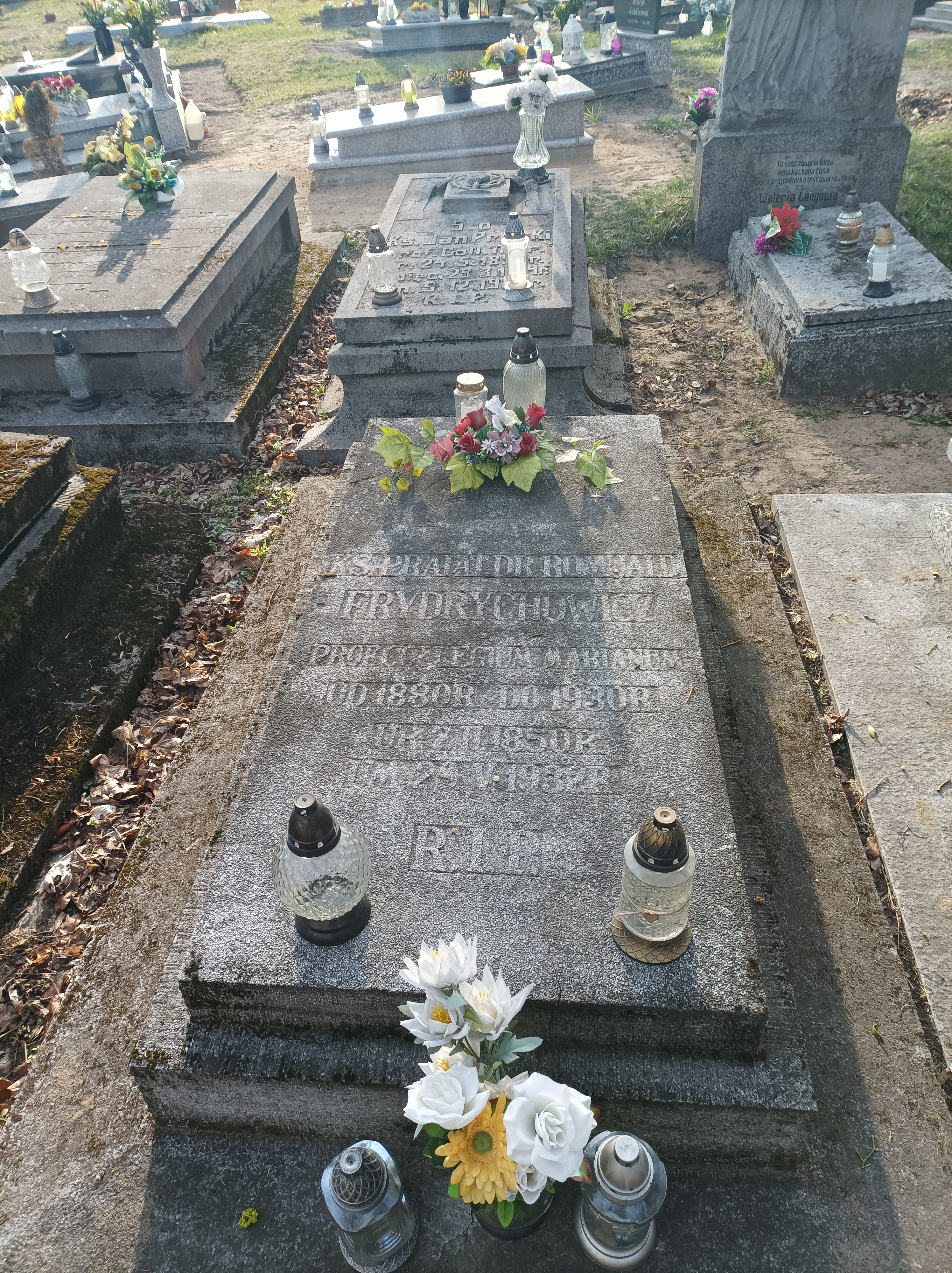
Grób ks. Romualda Frydrychowicza na cmentarzu w Pelplinie

## Wybrany dorobek naukowy
- Geschichte der Cistercienserabteil Pelplin und ihre Bau- und Kunstdenkmäler (1907)
- Przewodnik ilustrowany po Pelplinie i jego kościołach
- Collegium Marianum w Pelplinie (1911)
- Na setną rocznicę zniesienia klasztoru pelplińskiego (1923)
- Chwała Najśw. Maryi Panny w dyecezji chełmińskiej (1915)
- Geschichte der Stadt, der Komthurei und Starostei Tuchel (1879)
- Dzwony kościelne w diecezji chełmińskiej (1926)
- Westpreussiche Sagen (1914)
- Podania ludowe na Pomorzu z czasów wojen napoleońskich (1922)